# Elzenpropmollisia
De elzenpropmollisia (Mollisia amenticola) is een schimmel behorend tot de familie Mollisiaceae. Hij leeft saprotroof op afgevallen elzenproppen (vrouwelijke vruchten van de zwarte els).

## Vruchtlichamen
De vruchtlichamen (apothecia) zien er uit als bleke schijfzwammetjes. Ze zijn ongesteeld. Het hymenium is grijs en de buitenkant bruin. De ascosporen meten 5 × 1,5 μm.
Deze soort lijkt sterk op het elzenpropschoteltje, maar deze heeft grotere sporen.

## Verspreiding
De elzenpropmollisia komt voor in een groot aantal Europese landen. Ook zijn er enkele waarnemingen bekend uit Nieuw-Zeeland en Japan. In Nederland komt hij vrij zeldzaam voor. Hij staat niet op de rode lijst en is niet bedreigd.